# 血と砂 (宝塚歌劇)
『血と砂』（ちとすな）は宝塚歌劇団によって制作された舞台作品。月組公演。形式名は「バウ・ライブアパシオナード」。2幕。原作はブラスコ・イバニェスの同名の作品。

## 公演期間と公演場所
- 2001年10月20日 - 10月29日　宝塚バウホール[1]
- 2001年11月2日 - 11月8日　日本青年館[1]（東京特別公演）

## 解説
※宝塚100年史（舞台編）の宝塚バウホール公演参考。
19世紀末のスペイン、ファンとブルタミスの兄弟は、マタドールへの夢を叶えるために友人のチリーパと共にピルパオに向かうが、明日のスターを目指す勝ち抜き戦の闘牛興行で、二人の運命は大きく分かれてしまう。闘牛士の栄光と挫折に恋愛を絡めて、宝塚的にドラマティックに描き、モダンアート的な要素をふんだんに取り入れ、スタイリッシュに展開する。

## スタッフ
- 監修：柴田侑宏[1]
- 脚本・演出：齋藤吉正[1]
- 作曲・編曲：高橋城[1]
- 編曲：宮原透[1]
- 振付[1]：小井戸秀宅・ケンジ中尾・御織ゆみ乃
- 擬闘：清家三彦[1]
- 装置：大橋泰弘[1]
- 衣装：有村淳[1]
- 照明：八木優和[1]
- 音響：加門清邦[1]
- 演出助手：小柳奈穂子[1]
- 音楽助手：青木朝子[1]
- 装置補：新宮有紀[1]
- 舞台進行：西澤明彦[1]
- 録音演奏：宝塚ニューサウンズ[1]
- 制作：小野真哉[1]

## 出演者
- 美々杏里[1]
- 嘉月絵理[1]
- 汐美真帆[1]
- 大空祐飛[1]
- 大樹槙[1]
- 茜みつ希[1]
- 一色瑠加[1]
- 円さくら[1]
- 西條三恵[1]
- 楠恵華[1]

- 良基天音[1]
- 紫城るい[1]
- 夏芽凛[1]
- 宝生ルミ[1]
- 椎名葵[1]
- 雪菜つぐみ[1]
- 麻吹由衣加[1]
- 美鳳あや[1]
- 音姫すなお[1]
- 真野すがた[1]

- 彩那音[1]
- 城咲あい[1]
- 夏輝れお[1]
- 青葉みちる[1]
- 美夢ひまり[1]
- 綾月せり[1]
- 白鳥かすが[1]
- 光あけみ（専科所属）[1]
- 磯野千尋（専科所属）[1]

### 主な配役
- ファン・ガルラード - 汐美真帆[1]
- プルミタス・ガルラード - 大空祐飛[1]
- ドンニャ・ソル - 西條三恵[1]
- カルメン・マグダレーニャ - 椎名葵[1]
- フェリシア・ロドリーニョ - 美々杏里[1]
- ガラベエトオ - 楠恵華[1]
- ペスガデロ - 磯野千尋[1]
- グァルディオラ刑事 - 嘉月絵理[1]